# Lily (artiste)
Pour les articles homonymes, voir Lily.
Lily (りりィ) est le nom de scène d'une actrice et chanteuse japonaise de folk/J-pop, née le 17 février 1952 à Fukuoka et morte le 11 novembre 2016 d'un cancer du poumon.

## Biographie
Elle débute en 1972.
Lily a sorti une quinzaine d'albums jusqu'en 1995, et a joué dans une vingtaine de films et autant de drama depuis 1972.

## Discographie
| - 1972 : たまねぎ - 1973 : Dulcimer (ダルシマ) - 1974 : Taico (タエコ) - 1974 : Lily Live (りりィ Live) - 1975 : Love Letter (ラブ・レター) - 1976 : AUROILA - 1977 : Lili Shizumu (りりシズム) - 1978 : MAGENTA (マジェンタ) - 1980 : 南十字星 - 1982 : Modern Romance (モダン・ロマンス) - 1983 : Say - 1989 : Rescue You - 1995 : Ai (愛 ) - 1995 : Lily in PAB (りりィ in PAB) Compilations - 1986 : I WANT YOU - scene 1974-1986 - 1996 : TWIN BEST Lily - 2004 : Golden Best Lily (ゴールデン☆ベスト りりィ) | - 1972 : にがお絵 - 1973 : 心が痛い - 1974 : 私は泣いています - 1975 : しあわせさがし - 1976 : 家へおいでよ - 1977 : 綺麗になりたい - 1978 : さわがしい楽園 - 1978 : E・S・P - 1978 : ベッドでタバコを吸わないで） - 1982 : さよならアリス - 1989 : Rescue you - 1995 : でも、さよならが言えない |

## Filmographie sélective
- 1972 : Une petite sœur pour l’été (夏の妹, Natsu no imōto?) de Nagisa Ōshima : Momoko Kofujida
- 1998 : License to Live (ニンゲン合格, Ningen gōkaku?) de Kiyoshi Kurosawa : Sachiko
- 2002 : Deadly Outlaw: Rekka (実録・安藤昇侠道(アウトロー)伝 烈火, Jitsuroku Andō Noboru kyōdō-den: Rekka?) de Takashi Miike : la grand-mère de Kunisada
- 2004 : Vital (ヴィタール?) de Shin'ya Tsukamoto
- 2016 : A Bride for Rip Van Winkle (リップヴァンウィンクルの花嫁, Rippu Van Winkuru no hanayome?) de Shunji Iwai :